# 路氹國際體育綜合體
路氹國際體育綜合體（葡萄牙語：Complexo Desportivo Internacional do Cotai）位處澳門路氹城。綜合體由澳門東亞運動會體育館、保齡球中心、網球學校、國際射擊中心，以及運動員培訓及集訓中心組成。是2005年東亞運動會、2006年葡語系運動會及2007年亞洲室內運動會的重要比賽場地。

## 組成之場地

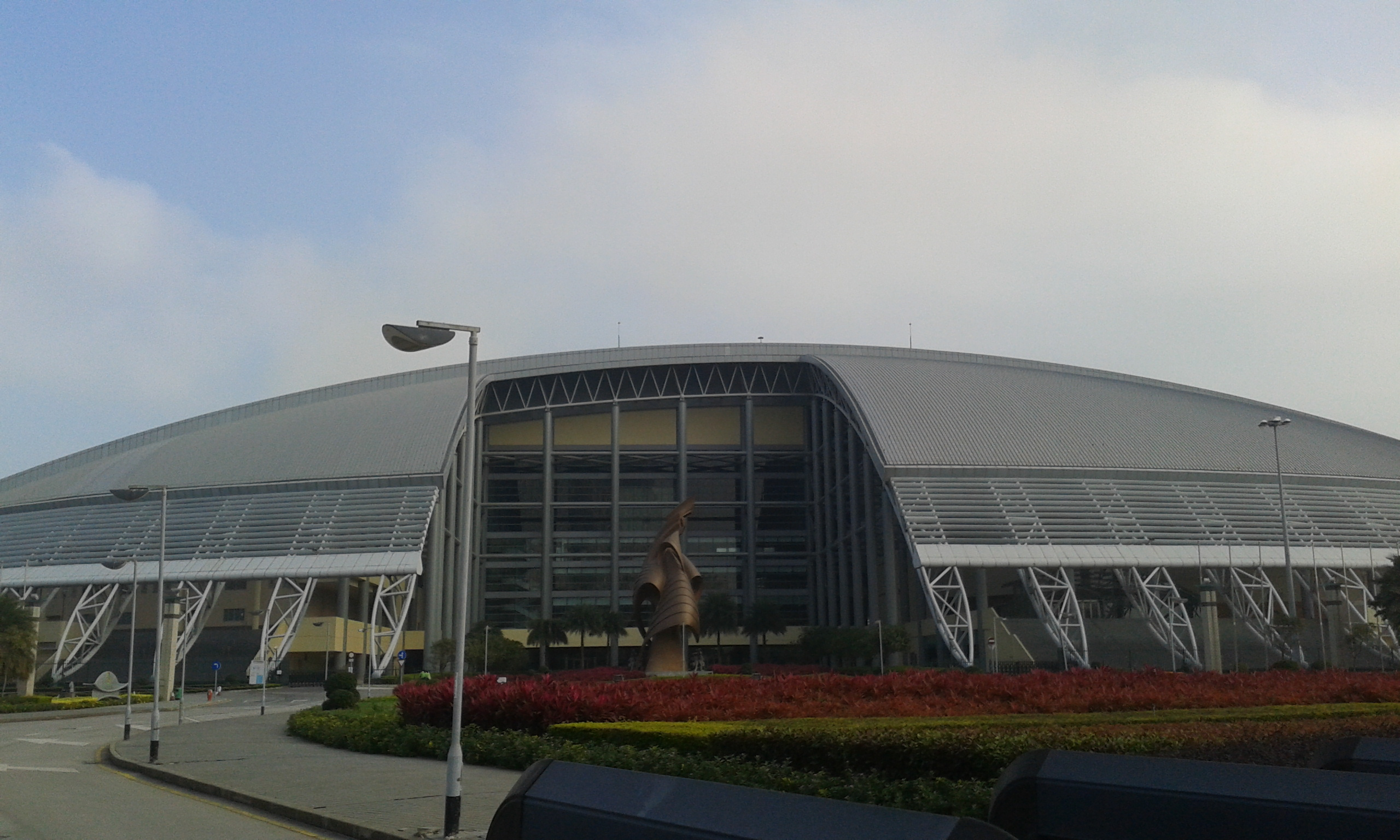
澳門東亞運動會體育館

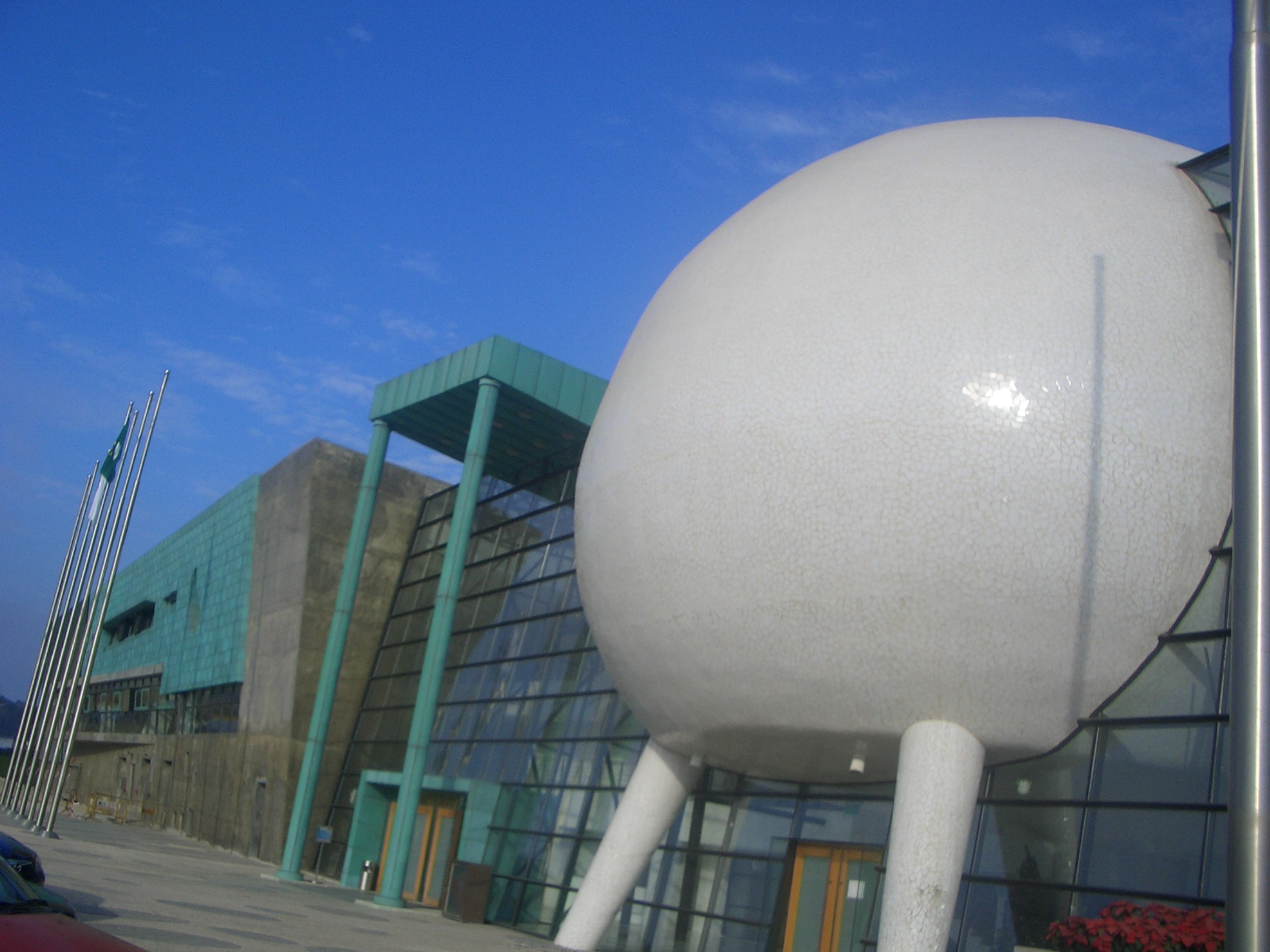
保齡球中心

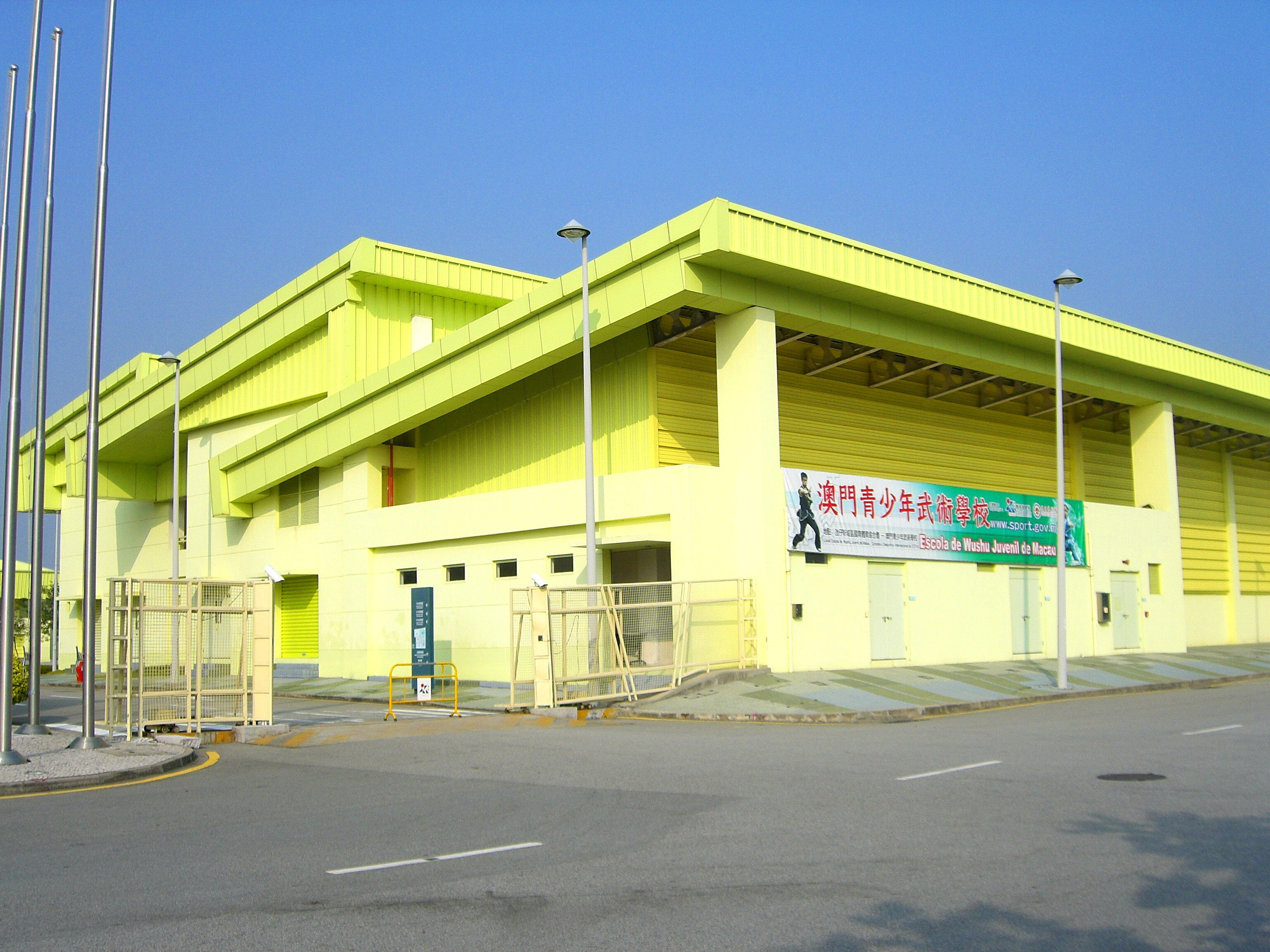
國際射擊中心

### 澳門東亞運動會體育館
澳門東亞運動會體育館（葡萄牙語：Nave Desportiva dos Jogos da Ásia Oriental de Macau），俗稱：澳門蛋。位處東亞運廣場，是澳門為舉行第四屆東亞運動會而興建的多功能體育館，是現時澳門最大的室內體育館。由於其橢圓型穹頂建築，被冠以「澳門蛋」之稱。體育館於2003年2月27日舉行奠基儀式，於2005年7月5日由澳門特別行政區行政長官何厚鏵主持開幕。主場館高20米，長徑92.5米，短徑62米，佔地139960平方米，可容納超過一萬名觀眾。頂部採用透光建材，讓自然光線充分透進館內。空調系統則採用滲透式系統，空氣會從觀眾席座位底部滲出。
內設佔地4860平方米並設7000個座位的室內運動場、佔地1735平方米的溜冰場、佔地945平方米並設1992個座位的綜合劇院、以及佔地2772平方米的澳門國際會議中心。

### 保齡球中心
保齡球中心（葡萄牙語：Centro de Bowling），位處澳門路氹城體育館大馬路，澳門東亞運動會體育館旁邊。中心於2005年10月11日由澳門奧林匹克委員會第一副主席蕭威利主持開幕。是澳門現時唯一達至國際水平的保齡球場地，設24條球道，約300個座位。另外也有乒乓球室、壁球場三個和可以實行動感跑步、互動單車、模擬射擊及氣墊球檯的運動體驗區。另有多功能室。

### 國際射擊中心
國際射擊中心（葡萄牙語：Centro Internacional de Tiro），位處澳門路氹城射擊路，鄰近保齡球中心。中心是澳門唯一合乎國際水平的射擊場地，於2005年8月23日由亞奧理事會主席主持開幕。中心由澳門體育總會使用，不對公眾開放。內設有10米、25米、50米的靶場，分別設466個、358個和536個座位，佔地分別為5702平方米、5975平方米和11379平方米，各設60條靶道。另有決賽館，為一個半室內的射擊館，佔地5979平方米，設505座位，10條靶道，其中約27米賽區為露天。射擊中心也設立管理中心，佔地2106平方米，內有辦公室和約200平方米的多功能室及會議室。

### 網球學校
網球學校（葡萄牙語：Academia de Ténis），位處路氹城網球路，澳門東亞運動會體育館對面。於2005年10月13日由澳門行政長官何厚鏵主持開幕。內有佔地1020.8平方米、設822個座位的主賽場。在2006年葡語系運動會中，由於要舉辦沙灘排球項目，因此該籌委會把主賽場區設置為臨時沙灘排球場地。

## 新建設施

### 運動員培訓及集訓中心
運動員培訓及集訓中心（葡萄牙語：Centro de Formação e Estágio de Atletas，位於路氹城網球路，澳門東亞運動會體育館旁北側。於2019年12月5日啟用，中心內包括2個多功能體育館、5層訓練區、25米室內泳池及重量訓練中心，內部面積超過20,000平方米，另設有9層高可接待超過300人的宿舍，以及其他輔助設施；集訓練空間、運動醫學及住宿三大功能於一身供澳門本地運動場培訓與習訓的重要設施。

## 爭議
作為為東亞運作準備的建築工程，其開支龐大建設及營運費用高達43億澳門幣，（約澳門政府一年開支三成）被新澳門學社批評。場館開幕後頂部出現漏水現象，在揭幕當日曾有人投訴糞渠爆裂。在施工期間更曾經有非本地工人爬上館頂抗議欠薪。
體育館由2005年開幕至2009年底，一直沒有公共巴士到達，最就近的巴士站設於路氹連貫公路，居民下車後要步行一大段路程進內，導致場館使用率偏低。雖然體育發展局開辦了「體育專線」穿梭巴士，但服務對象祇是集訓隊。直至2009年10月18日，才正式增加50路線巴士路經該處。
2006年11月2日，審計署公布第4屆東亞運動會專項審計報吿。總開支達44億元，其中場館超支50.6％；澳門東亞運動會體育館超支更高達百分之81.6％。
2007年5月7日，《澳門日報》揭發體育館東南角沉降達40公分，可能影響在今年十月舉行的第二屆亞洲室內運動會。澳門建設發展辦公室表示沉降並未影響“澳門蛋”的內部結構，短期內將與承建商就全面維修開會磋商。
2009年5月24日，據澳廣視新聞報導，懷疑體育館工程質量有問題，籃球場出現漏水，導致比賽被逼取消。而體發局則承認漏水問題一直存在，體育館的收則工作更一直未完成。

## 曾舉辦的重要活動
- 第四屆東亞運動會（2005年）
- 第一屆葡語系運動會（2006年）
- 第二屆亞洲室內運動會（2007年）

## 交通
澳門東亞運動會體育館、保齡球中心、國際射擊中心、網球學校自開幕以來，附近完全沒有公共巴士覆蓋，最就近的巴士站設於路氹連貫公路，居民下車後要步行一大段路程進內，導致各場館使用率偏低。雖然體育發展局開辦了「體育專線」穿梭巴士，但服務對象祇是集訓隊。
為此，交通事務局在第3階段巴士路線調整時，由澳門新福利及澳巴聯合增設50路線巴士，行經位於體育館大馬路之「保齡球中心」站和「澳門東亞運動會體育館」站。

### 現時交通配套

#### 巴士
T387 東亞運／保齡球中心（Jogos da Ásia Oriental / Centro de Bowling）
路線：50
T388 東亞運／巴黎人花園（Jogos da Ásia Oriental / Le Jardin）
路線：50
T389 澳門東亞運動會體育館（N. D. dos J. da Ásia Oriental de Macau）
路線：50
T435 溜冰路／葡京人（Rua da Patinagem / Lisboeta）
路線：35、51、59、MT4、N5
T436 溜冰路／東亞運體育館（Rua da Patinagem / N. D. dos J. da Ásia Oriental）
路線：35、51、59、MT4、N5

#### 輕軌
█  氹仔線東亞運站